# Mitracarpus megapotamicus
Mitracarpus megapotamicus là một loài thực vật có hoa trong họ Thiến thảo. Loài này được (Spreng.) Kuntze mô tả khoa học đầu tiên năm 1898.